# Femke Heemskerk
Frederike Johanna Maria "Femke" Heemskerk (Roelofarendsveen, 21 de setembro de 1987) é uma nadadora neerlandesa, campeã olímpica.

## Carreira
Participou dos Jogos Olímpicos de Pequim 2008, onde ganhou o ouro no revezamento 4x100 m livres pela equipe holandesa. Também obteve o 11º lugar no 4x200 m livres, 13º lugar no 4x100 m medley e 28º lugar nos 200 m medley.
É campeã mundial em Roma 2009 e Xangai 2011, pelo revezamento 4x100 m livres holandês. Em piscina curta, obteve dois ouros em Manchester 2008 no 4x100 m e 4x200 m livres, e um ouro em Dubai 2010, nos 4x100 m livres.